# Java-Editor
Der Java-Editor ist ein Editor zum Programmieren mit der Programmiersprache Java unter Windows. Die Software ist Freeware, einfach gestaltet und stellt geringe Systemanforderungen an den Rechner. Der Editor ist wegen dieser Eigenschaften für Schulen und Schüler besonders geeignet.
Im heise-Softwareverzeichnis zählt der Editor zu den Top-100 (Stand Januar 2013) und gehörte 2010 zu den 30 beliebtesten Programmen des Jahres.

## Funktionsumfang
Der Java-Editor ermöglicht das Modellieren von Klassen durch grafische Bedienelemente und in einer UML-Ansicht sowie das Gestalten von grafischen Oberflächen (GUIs) und interaktives Erzeugen von Objekten. Programme können ausgeführt und debuggt werden. Voraussetzung ist ein installiertes Java Development Kit, das jedoch direkt aus dem Editor heraus installiert werden kann. Außerdem gibt es einen integrierten Webbrowser und einen Dateimanager. Viele Programme wie der Java-Compiler Jikes und Turtle lassen sich direkt aus dem Editor heraus installieren und sind in das Programm eingebettet. So kann man zum Beispiel nicht nur mit den Standard-Compiler arbeiten, sondern auch den Jikes-Compiler nutzen.
Viele gängige Funktionen, die in anderen Entwicklungsumgebungen popularisiert wurden, sind vom Java-Editor übernommen worden, und sind nun auch hier verfügbar. Für Schulen besonders interessant ist zum Beispiel das interaktive Erzeugen von Objekten und die farbige Scope-Darstellung im Editor – beides von BlueJ entwickelt und popularisiert – nun auch im Java-Editor vorhanden.
Im Installationsverzeichnis sind außerdem sehr viele Beispiele zur Java- und JavaScript-Programmierung enthalten.
Für Sehbehinderte bietet der Java-Editor die Möglichkeit, die Schriftgröße einzustellen. GUI-Formulare können auch ohne Mausbenutzung erstellt werden.
Der Java-Editor ist auf Deutsch, Niederländisch, Englisch, Portugiesisch und Spanisch verfügbar und kann mit Hilfe einfacher Textdateien um weitere Übersetzungen ergänzt werden.